# 硕苞蔷薇
，又名，为蔷薇科蔷薇属下的一个变种。

## 扩展阅读
維基物種上的相關：硕苞蔷薇
1. 行政院農業委員會特有生物研究保育中心. . 特有生物研究保育中心. 2018-12-01  [2020-03-06]. （原始内容存档于2020年4月8日） （中文（臺灣））.